# ÖBB 5022
De serie 5022, ook wel Desiro genoemd, is een tweedelig dieseltreinstel met lagevloerdeel voor het regionaal personenvervoer van de Oostenrijkse spoorwegmaatschappij Österreichische Bundesbahnen (OBB).

## Geschiedenis
De uit RegioSprinter ontwikkelde RegioSprinter 2 werd als Desiro op de markt gezet. De Desiro wordt sinds 1998 geproduceerd en verder ontwikkeld als Desiro Classic. Het treinstel werd zowel met dieselmotor maar ook met elektrische aandrijving geleverd.

## Constructie en techniek
Het treinstel is opgebouwd uit een aluminium frame. Typerend aan dit treinstel is door de toepassing van Scharfenbergkoppeling met het grote voorruit. De treinen werden geleverd als tweedelig dieseltreinstel met mechanische transmissie. De trein heeft een lagevloerdeel. Deze treinen kunnen tot drie stuks gecombineerd rijden. De treinen zijn uitgerust met luchtvering.

## Treindiensten
De treinen worden door Österreichische Bundesbahnen (OBB) ingezet op de volgende trajecten.
- Thermenbahn
- Aspangbahn
- Wechselbahn
- Gutensteinerbahn
- Mühlkreisbahn
- Steirische Ostbahn
- Landesbahn Gleisdorf Weiz (STLB)
- Radkersburger Bahn - sinds 10 december 2006
- Gailtalbahn - sinds 26 juli 2007
- Leithagebirgsbahn
- Pinkatalbahn
- Donauuferbahn (St. Valentin-Sarmingstein) - sinds 14 april 2008
- Rosentalbahn - sinds 15 december 2008
- Drautalbahn
- Pyhrnbahn

## Foto's

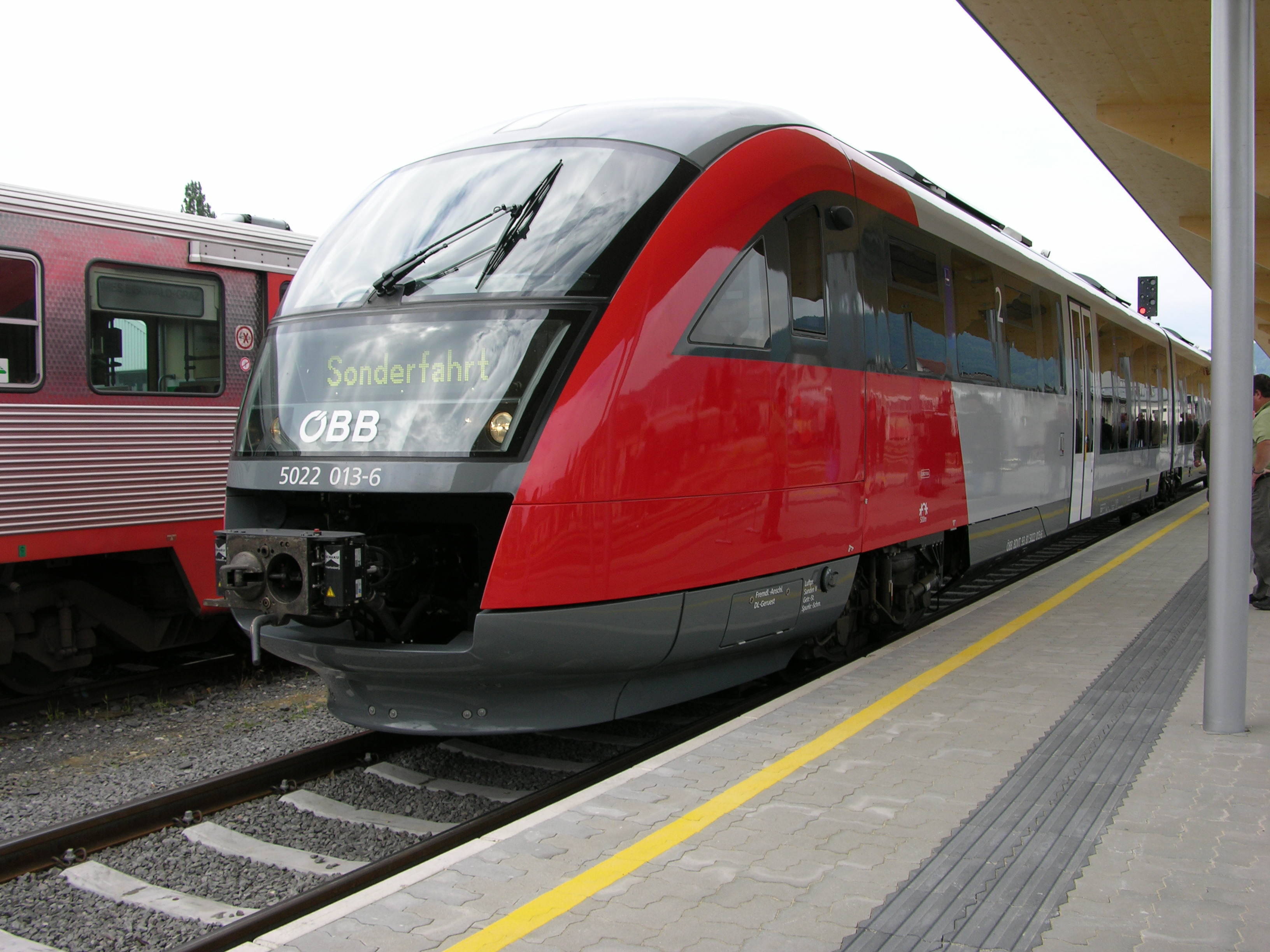

Vroeger bekend als Bundesbahnen Österreichs (BBÖ)